# 曼薩縣

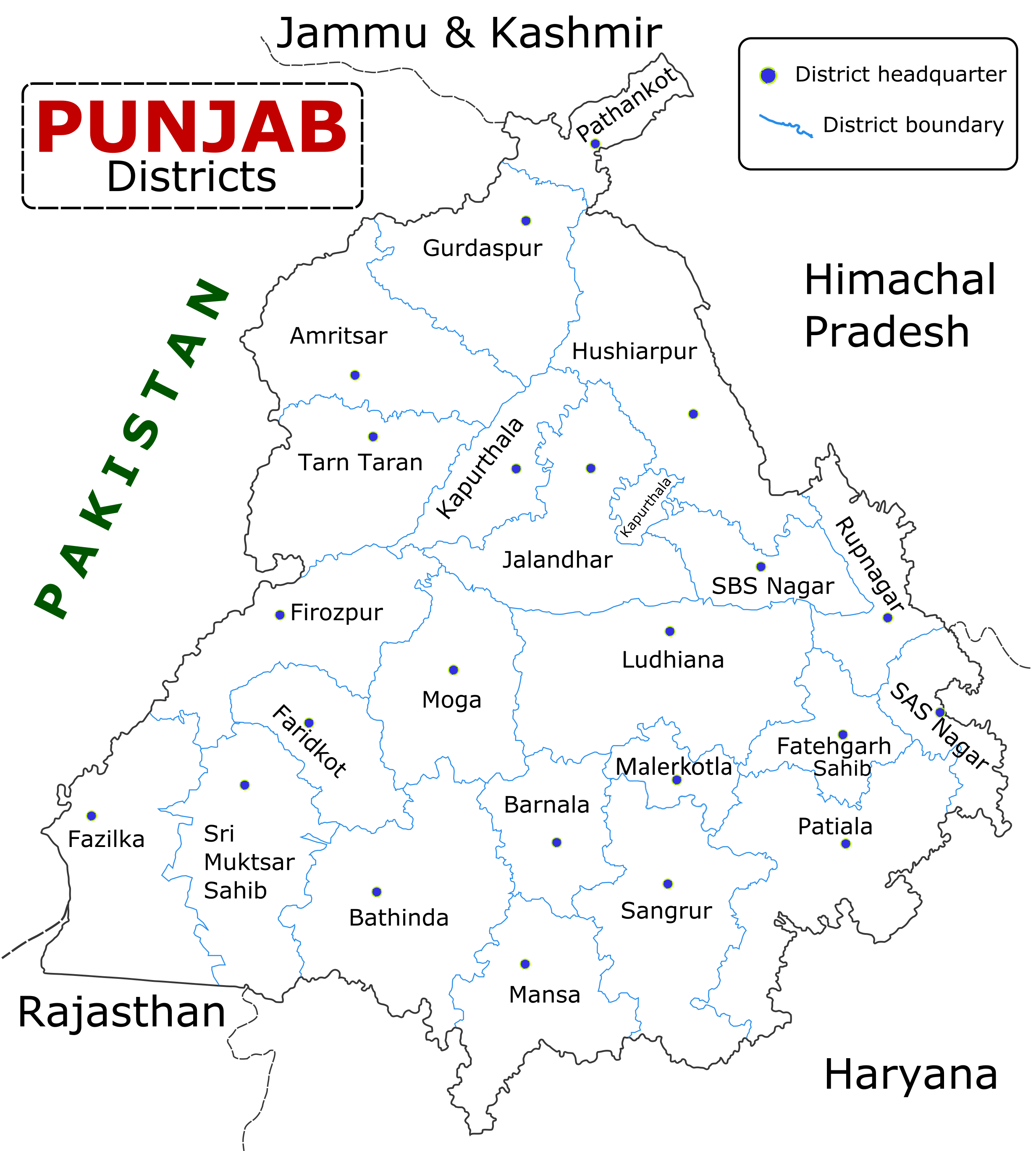

曼薩縣是印度的一個縣，位於該國西北部，由旁遮普邦負責管轄，面積2,174平方公里，識字率為62.8%，人口在2001至2011年期間增長11.62%，2011年人口768,808，人口密度每平方公里354人。